# Надежда Кутева
Надежда Кутева е българска художничка.

## Биография
Родена e в София. Завършва „Стенопис“ във ВИИИ „Николай Павлович“ в София през 1971 година. Десет години по-късно получава пълна стипендия в колежа „Коркоран“ във Вашингтон, САЩ.
Първата самостоятелна изложба на Кутева е през 1975 година в София. През следващите години Кутева има над двадесет изложби в различни страни, включително Кипър, Виетнам, САЩ, Полша, Япония, Сърбия, Македония, Словакия, Холандия и Германия.
Преподавател по живопис е в НАТФИЗ „Кръстю Сарафов“.
През 2022 година представя изложбата си „Небесни образи“ в Стара Загора и София.

## Награди
Печели първата си награда в Кошице, Словакия през 1977 година, наградата на Фонда на словашките художници. През 1978 г. е удостоена с наградата „Хумор и сатира в изкуствата“ в Габрово, България. През 1986 г. получава наградата „Златю Бояджиев“.
През 2006 г. е наградена със сертификат и златна награда за високопрестижен експерт на Европейския конвент на експертите. През 2010 г. получава и наградата „Пазител на традициите“ в категорията художници на Асоциацията за развитие на изкуствата и занаятите в България.
Тя е носителят на Националната награда за живопис „Захари Зограф“ за 2021 г.